# 더 바디쇼 시리즈
《더 바디쇼 시리즈》는 온 스타일에 예능 프로그램으로 바디 전문 프로그램이다. 2015년 《더 바디쇼》로 시작했다.

## 시리즈 목록
- 《더 바디쇼》
- 《더 바디쇼 2》
- 《더 바디쇼 3 : 마이 보디가드》
- 《더 바디쇼 4》